# Rhodospatha piushaduka
Rhodospatha piushaduka är en kallaväxtart som beskrevs av Thomas Bernard Croat. Rhodospatha piushaduka ingår i släktet Rhodospatha och familjen kallaväxter. Inga underarter finns listade.